# Intolleranza al lattosio
Si definisce intolleranza al lattosio, o più correttamente, maldigestione del lattosio, una condizione caratterizzata da disturbi gastrointestinali che insorgono dopo l'ingestione di alimenti contenenti questo zucchero, generata dalla mancata produzione da parte delle cellule intestinali del duodeno dell'enzima lattasi deputato alla scissione del lattosio in glucosio e galattosio che sotto questa forma possono essere assorbiti. Non si tratta, come alle volte discorsivamente si può riferire, di un'allergia: le eventuali allergie al latte sono infatti sostenute da particolari proteine contenute nello stesso.

## Clinica
L'intolleranza al lattosio è una sindrome clinica che si manifesta con segni e sintomi caratteristici dopo il consumo di alimenti contenenti lattosio, un disaccaride. Normalmente, dopo il consumo di lattosio, esso viene idrolizzato in glucosio e galattosio dall'enzima lattasi, che si trova sulla spazzola del piccolo intestino. La carenza di lattasi dovuta a cause primarie o secondarie provoca sintomi clinici. La gravità della malattia varia tra gli individui. Il lattosio è presente nei latticini, nei prodotti a base di latte e nel latte dei mammiferi. A volte viene anche chiamata malassorbimento del lattosio.
La carenza di lattasi è il tipo più comune di carenza di disaccaridasi. I livelli dell'enzima raggiungono il picco poco dopo la nascita e diminuiscono successivamente, nonostante l'assunzione continua di lattosio. Nel mondo animale, i mammiferi non umani generalmente perdono la capacità di digerire il lattosio nei suoi componenti quando raggiungono l'età adulta. Alcune popolazioni della specie umana, come quelle di discendenza sudamericana, asiatica e nord africana tendono a sviluppare una carenza di lattasi. Al contrario, le persone di origine dell'Europa settentrionale o del nord-ovest dell'India di solito mantengono la capacità di digerire il lattosio in età adulta.
L'intolleranza al lattosio si manifesta con gonfiore e dolore addominale, feci molli, nausea, flatulenza e borborigmi. Molte persone iniziano ad evitare il latte non appena viene fatta una diagnosi, o anche solo se si suggerisce l'ipotesi di intolleranza al lattosio. Questo porta al consumo di prodotti appositamente preparati con ausili digestivi, aumentando l'onere per l'assistenza sanitaria.

### Eziologia
La carenza dell'enzima lattasi può verificarsi in individui con livelli inferiori di questo enzima, causando l'incapacità di idrolizzare il lattosio nei componenti assorbibili glucosio e galattosio. Ci sono quattro principali cause della carenza di lattasi.
Carenza primaria di lattasi. È la causa più comune della carenza di lattasi, nota anche come non persistenza della lattasi. Si verifica un graduale declino dell'attività dell'enzima lattasi con l'aumentare dell'età. L'attività dell'enzima inizia a diminuire nell'infanzia e i sintomi si manifestano nell'adolescenza o nella prima età adulta. Più recentemente è stato osservato che la non persistenza della lattasi è nella forma ancestrale (ereditarietà mendeliana normale), e la persistenza della lattasi è dovuta a una mutazione.
Carenza secondaria di lattasi. A causa di diverse malattie infettive, infiammatorie o di altre malattie, le lesioni alla mucosa intestinale possono causare una carenza secondaria di lattasi. Le cause comuni includono gastroenterite, malattia celiaca, malattia di Crohn, colite ulcerosa, chemioterapia e antibiotici.
Carenza congenita di lattasi. Si verifica una diminuzione o assenza di attività dell'enzima lattasi fin dalla nascita a causa di un'eredità autosomica recessiva. Si manifesta nel neonato dopo l'ingestione di latte. È una causa rara della carenza e la sua genetica non è molto ben nota.
Carenza sviluppamentale di lattasi. È osservata nei neonati prematuri nati tra la 28ª e la 37ª settimana di gestazione. L'intestino del neonato è sottosviluppato, causando un'incapacità di idrolizzare il lattosio. Questa condizione migliora con l'età grazie alla maturazione dell'intestino, che porta a un'adeguata attività della lattasi.

### Epidemiologia

Mappa parziale sulla diffusione mondiale della tolleranza al lattosio.

L'intolleranza al lattosio è una condizione comune, ma rara nei bambini al di sotto dei 5 anni. È più frequente negli adolescenti e nei giovani adulti. In media, il 65% della popolazione mondiale è intollerante al lattosio. Tuttavia, la prevalenza di questa condizione varia tra le diverse etnie. È più comune negli afroamericani, negli ispanici/latini e negli asiatici, mentre è meno diffusa nelle persone di origine europea. È interessante notare che le etnie con una maggiore incidenza di intolleranza al lattosio sono anche più propense a presentare una non persistenza della lattasi.

Diffusione mondiale dell'intolleranza

La forma primaria è la più comune, riscontrata fino al 70% della popolazione mondiale, ma non tutti i soggetti affetti manifestano sintomi; al contrario, il tipo congenito è estremamente raro, con circa 40 casi riportati in tutto il mondo fino a oggi.
Negli Stati Uniti, la forma primaria è molto più frequente in alcune etnie, come gli afroamericani, gli indiani americani, gli ispanici/latini e gli asiatico-americani, rispetto agli americani di origine bianca. I nordamericani, gli australiani e i nord europei di origine bianca presentano i tassi più bassi, che variano dal 2% al 15%. Al contrario, la prevalenza dell'intolleranza al lattosio è del 50% all'80% in Sud America, circa il 100% tra i nativi americani e alcuni asiatici orientali, e tra il 60% e l'80% tra gli ebrei ashkenaziti e gli africani.
La riduzione legata all'età dell'attività della lattasi è generalmente completa durante l'infanzia; tuttavia, si è osservato che tale declino può verificarsi anche più tardi, durante l'adolescenza, soprattutto nei soggetti di origine caucasica. Il livello finale e la durata della perdita di espressione della lattasi variano notevolmente per etnia. Le persone di origine cinese e giapponese perdono tra l'80% e il 90% dell'attività entro tre o quattro anni dopo lo svezzamento. Gli ebrei e gli asiatici perdono il 60% - 70% nel corso di molti anni dopo lo svezzamento, mentre per i nord europei di origine caucasica e i nordamericani potrebbe essere necessario tra 18 e 20 anni affinché l'espressione della lattasi raggiunga i livelli più bassi. È interessante notare che la non persistenza della lattasi è meno comune nei pazienti di etnia mista, mentre è più frequente nel gruppo etnico di appartenenza.
L'esordio della malattia è generalmente sottile e progressivo nella forma primaria, e molti pazienti sperimentano per la prima volta i sintomi dell'intolleranza in tarda adolescenza e nell'età adulta. Al contrario, rispetto agli europei del nord, agli australiani e agli nordamericani, l'esordio precoce è riscontrato nei nativi americani, negli asiatico-americani, negli afroamericani e negli ispanici/latini. La forma secondaria è più comune nei bambini, soprattutto nei paesi in via di sviluppo dove le infezioni sono una causa comune.

### Fisiopatologia
L'enzima lattasico è localizzato sull'orletto a spazzola della mucosa dell'intestino tenue. La carenza di lattasi comporta la presenza di lattosio non assorbito all'interno dell'intestino. Ciò provoca un afflusso di liquido nel lume intestinale, risultando in una diarrea osmotica. I batteri colici fermentano il lattosio non assorbito, producendo gas (idrogeno, anidride carbonica e metano), che idrolizza il lattosio in monosaccaridi. Questo provoca un ulteriore aumento del liquido all'interno del lume. L'effetto complessivo di questi meccanismi si traduce in vari segni e sintomi addominali.
È stata riscontrata un'associazione tra determinati polimorfismi a singolo nucleotide e la tolleranza al lattosio in una popolazione del nordest del Brasile. Nelle popolazioni di origine indoeuropea, l'intolleranza al lattosio è correlata al SNP rs4982235 (o -13910C>T).

### Istopatologia
Nell'intolleranza al lattosio, le caratteristiche microscopiche dell'intestino tenue variano in base alla causa della carenza di lattasi. Nella carenza primaria di lattasi, la mucosa appare normale. L'attività della lattasi può essere misurata per valutare la gravità della malattia. La mucosa può essere anomala nella carenza secondaria di lattasi, a seconda della causa sottostante. Questo aiuta a determinare le cause secondarie della malattia, come la malattia celiaca. I risultati della biopsia possono essere normali se l'anomalia della mucosa è focale o a chiazze.

### Esame obiettivo
I segni e i sintomi dell'intolleranza al lattosio si manifestano da 30 minuti a 1-2 ore dopo l'ingestione di prodotti lattiero-caseari. La gravità dei sintomi dipende dalla quantità di lattosio consumata, dalla funzione residua della lattasi e dal tempo di transito nell'intestino tenue.
I segni e i sintomi comuni possono includere i seguenti:
- Diarrea
- Gonfiore addominale
- Dolore addominale
- Nausea e vomito
- Sensazione di pienezza
- Flatulenza

In modo meno comune, può presentarsi con mal di testa, dolori muscolari, dolori articolari, ulcere della bocca, sintomi urinari e perdita di concentrazione.

### Diagnosi
L'intolleranza al lattosio viene valutata attraverso l'ottenimento di un'anamnesi clinica accurata, l'esecuzione di un esame fisico e test clinici.
- Raccolta storia medica pregressa, familiare e alimentare per determinare la causa dell'intolleranza al lattosio e escludere cause secondarie.[5]

- Valutazione della presenza di gonfiore addominale, sensibilità e dolore.[5]

- Test del respiro all'idrogeno. Questo test misura il contenuto di idrogeno nel respiro dopo l'ingestione di lattosio. Il test è positivo per la malassorbimento del lattosio se il valore dell'idrogeno nel respiro dopo il lattosio aumenta di >20 ppm rispetto al valore di base.[38]
- Test dell'acidità delle feci. Il lattosio non assorbito viene fermentato dai batteri del colon in acido lattico, il quale abbassa il pH delle feci.[5]
- Eliminazione dietetica. Un modo per valutare la malattia sottostante è eliminare i prodotti alimentari contenenti lattosio, il che porterà alla risoluzione dei sintomi. La ricomparsa dei sintomi con la reintroduzione di questi prodotti indicherà l'intolleranza al lattosio.[39]
- Test di tolleranza al latte. Somministrare 500 mL di latte e ottenere il livello di glucosio nel sangue. Un aumento dello zucchero nel sangue inferiore a 9 mg/dL indica malassorbimento del lattosio.[40]
- Test di tolleranza al lattosio. Questo test determina l'assorbimento del lattosio dopo l'ingestione di un liquido contenente lattosio. Misurare i livelli seriati di glucosio nel sangue dopo aver somministrato un carico orale di lattosio. Dopo aver ottenuto un livello di glucosio sierico a digiuno, vengono somministrati 50 g di lattosio.[38] Il livello di glucosio sierico viene quindi misurato a 0, 60 e 120 minuti. La mancata elevazione dei livelli di glucosio nel sangue di 20 g può indicare intolleranza al lattosio. Questo test ha una specificità del 96% e una sensibilità del 75%. I risultati falsi negativi possono verificarsi nei pazienti con diabete o sovracrescita batterica nell'intestino tenue. I risultati sono anche influenzati dallo svuotamento gastrico anomalo.[41]
- Biopsia dell'intestino tenue. Questo test è raramente eseguito in quanto invasivo. È indicato solo per escludere cause secondarie di intolleranza al lattosio.[5]
- Genotipizzazione. È un test emergente con maggiore sensibilità e specificità. È stato utilizzato in Germania e nei paesi nordici, ma non è ancora ampiamente disponibile o praticato altrove.[42]

### Trattamento
La gestione dell'intolleranza al lattosio prevede modifiche dietetiche, integrazione di lattasi e il trattamento delle condizioni sottostanti nelle persone con deficienza secondaria di lattasi.
Si raccomanda l'uso di prodotti lattiero-caseari contenenti lattasi e integratori di calcio. Limitare l'assunzione dietetica di lattosio evitando prodotti contenenti lattosio migliora i sintomi della malattia. I seguenti prodotti contengono lattosio e, pertanto, devono essere evitati:
- Formaggi morbidi e lavorati
- Latticello
- Panna
- Latte
- Gelato
- Panna acida
- Siero di latte
- Pancake e waffle
- Purè di patate
- Burro
- Margarina
- Budino e creme

Lo yogurt contiene quantità variabili di lattosio e può causare sintomi in alcuni pazienti. Lo yogurt greco ne contiene di meno. I microrganismi della cultura dello yogurt possono produrre β-galattosidasi come parte del loro percorso di utilizzo del lattosio. Questo potrebbe promuovere la digestione del lattosio in vivo. Le alternative al latte a base vegetale stanno diventando più disponibili; tuttavia, problemi tecnologici, palatabilità ed equilibrio nutrizionale rimangono delle preoccupazioni. II probiotici sono stati osservati migliorare i sintomi, come il ceppo DDS-1 di Lactobacillus acidophilus. Si dovrebbero anche raccomandare integratori di calcio e vitamina D. Nei pazienti con deficienza secondaria di lattasi, il trattamento dovrebbe essere rivolto alla causa sottostante.
Gli integratori enzimatici a base di lattasi contengono lattasi che scinde il lattosio nel latte e nei prodotti lattiero-caseari. Sono disponibili in forma di compresse o gocce enzimatiche di lattasi.

### Prognosi
L'intolleranza al lattosio ha un'eccellente prognosi e la maggior parte dei pazienti ha un notevole miglioramento dei segni e dei sintomi solo con la modifica della dieta. L'intolleranza al lattosio può portare a osteopenia. La carenza di vitamina D è collegata alla variante genetica LCT-13910C>T dell'intolleranza al lattosio tra i caucasici.